# Dud Dudley

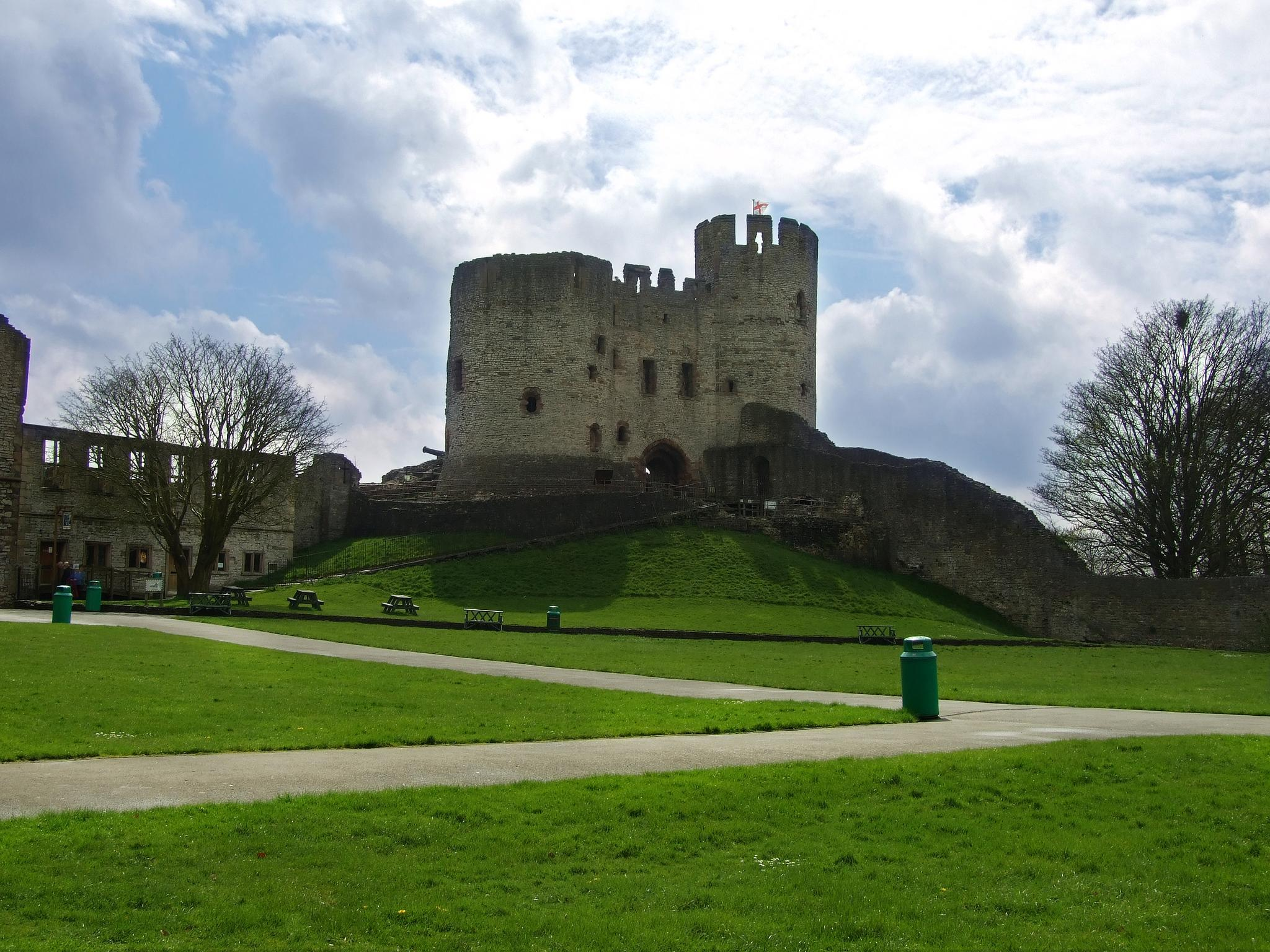
Dudley Castle

Dud Dudley, auch Dudd Dudley, (* 1600 in Dudley Castle, Worcestershire; † 25. Oktober 1684 in St. Helens, Worcestershire) war ein britischer Metallurg und Unternehmer sowie Pionier der Eisenverhüttung mit Steinkohle (Koks).

## Leben
Er war ein illegitimer Sohn von Edward Sutton (Baron Dudley, 1567–1643), der ihn in Oxford (Balliol College) studieren ließ und 1619 als Leiter seiner Eisenwerke einsetzte. Das Black Country (nordwestlich Birmingham) in den westlichen Midlands, in dem Dudley Castle lag, war damals ein Zentrum der Eisenverarbeitung mit natürlich vorkommendem Eisenerz. Dudley nutzte die Steinkohle der Umgebung um sie statt Holzkohle in den Hochöfen einzusetzen. Vater und Sohn ließen sich das Verfahren 1622 patentieren. Er baute einen Koksofen mit einer Leistung von 7 Tonnen pro Woche und die Qualität seines Eisens wurde sogar vom König, der Proben anforderte, bestätigt. Streitigkeiten mit Konkurrenten, die noch Holzkohle verwendeten, seinem Eisen Qualität absprachen und seine Arbeit behinderten, und andre Widrigkeiten behinderten aber seinen Erfolg. 1638 erhielt Dudley ein neues Patent für das Schmelzen von Metallen mit Steinkohle.
Im englischen Bürgerkrieg war er Offizier auf Seiten der Royalisten, wurde in London zum Tode verurteilt, entkam aber und tauchte in der Nähe von Bristol als Arzt unter. In der Restauration erhielt er seinen enteigneten Besitz wieder, konnte aber kein neues Patent vom König erhalten. 1665 veröffentlichte er ein Buch über seine Erfahrungen als Metallurg, Metallum Martis. Das Buch sollte neue Investoren anlocken und er baute einen weiteren Hochofen in Dudley. Später heiratete er ein zweites Mal und lebte möglicherweise in Worcester als Arzt.
Später ist bestritten worden, dass die von ihm verwendete Kohle für Koksöfen geeignet war und seine in seinem Buch geschilderten Leistungen übertrieben waren. Den eigentlichen Durchbruch fanden Koksöfen in der Eisenverhüttung durch den entfernt mit ihm verwandten Abraham Darby I Anfang des 18. Jahrhunderts. Dudleys Verfahren wurde auch von Clement Clerke († 1693), einem der Investoren, die Dudley in den 1670er Jahren unterstützten, und seinen Söhnen in Flammöfen zum Schmelzen von Blei, Kupfer und Eisen in den 1680er Jahren verwendet.

## Schriften
- Metallum Martis 1665